# سلطان البریک
سلطان البریک (انگلیسی: Sultan Al-Brake؛ زادهٔ ۷ آوریل ۱۹۹۶) یک بازیکن فوتبال اهل قطر است.

## تیم ملی
وی همچنین در تیم‌های ملی فوتبال زیر ۲۰ سال قطر زیر ۲۳ سال قطر بازی کرده‌است.